# Puebla, Chiapas
Puebla är en ort i Mexiko.   Den ligger i kommunen Chenalhó och delstaten Chiapas, i den sydöstra delen av landet, 800 km öster om huvudstaden Mexico City. Puebla ligger 1 391 meter över havet och antalet invånare är 1 245.
Terrängen runt Puebla är huvudsakligen kuperad, men åt nordost är den bergig. Runt Puebla är det tätbefolkat, med 319 invånare per kvadratkilometer. Närmaste större samhälle är Cancuc, 2,2 km öster om Puebla. I omgivningarna runt Puebla växer i huvudsak städsegrön lövskog.